# Abbott and Costello Meet Frankenstein
Abbott and Costello Meet Frankenstein is een Amerikaanse filmkomedie uit 1948 met in de hoofdrollen het komische duo Abbott en Costello en de vier bekendste griezelfilmacteurs uit die tijd: Béla Lugosi, Lon Chaney, Jr., Boris Karloff en Vincent Price. De film werd in 2001 opgenomen in het archief van de National Film Registry.
Alhoewel de film in de openingstitels "Bud Abbott and Lou Costello Meet Frankenstein" heet, staat de film algemeen bekend als "Abbott and Costello Meet Frankenstein". De posters, dvd's en literatuur over deze film gebruiken allemaal laatstgenoemde titel als de officiële titel. 

## Rolverdeling
| Acteur         | Personage                   |
| -------------- | --------------------------- |
| Bud Abbott     | Chick Young                 |
| Lou Costello   | Wilbur Grey                 |
| Lon Chaney Jr. | De Wolfman                  |
| Béla Lugosi    | Graaf Dracula               |
| Glenn Strange  | Het monster van Frankentein |
| Vincent Price  | De onzichtbare man          |